# Omar Craddock
Omar Craddock (Fulda, 26 aprile 1991) è un triplista statunitense.

## Biografia
Cresciuto in Texas, Craddock si cimenta in diverse discipline sportive negli anni scolastici, praticando il baseball, il basket e il football americano. Nel 2007 inizia a disputare le prime competizioni amatoriali nell'atletica leggera, ottenendo buoni risultati nel salto triplo. Ottiene in seguito una borsa di studio per far parte della squadra atletica dell'Università della Florida per poter gareggiare nei campionati NCAA.
Internazionalmente ha rappresentato gli Stati Uniti a partire dal 2010, vincendo una medaglia di bronzo in Canada ai Mondiali juniores. Dopo essere arrivato quarto ai Trials olimpici del 2012, debutta con la nazionale seniores ai Mondiali 2013. Nell'edizione successiva in Cina, Craddock ha sfiorato il podio mondiale accontentandosi di un quarto posto. Prima di prendere parte al suo terzo mondiale in Qatar, Craddock ha vinto la medaglia d'oro ai Giochi panamericani in Perù.

## Palmarès
| Anno | Manifestazione      | Sede     | Evento       | Risultato | Prestazione | Note |
| ---- | ------------------- | -------- | ------------ | --------- | ----------- | ---- |
| 2010 | Mondiali U20        | Moncton  | Salto triplo | Bronzo    | 16,23 m     |      |
| 2013 | Mondiali            | Mosca    | Salto triplo | 18º (q)   | 16,40 m     |      |
| 2015 | Mondiali            | Pechino  | Salto triplo | 4º        | 17,37 m     |      |
| 2016 | Mondiali indoor     | Portland | Salto triplo | 5º        | 16,87 m     |      |
| 2019 | Giochi panamericani | Lima     | Salto triplo | Oro       | 17,42 m     |      |
| 2019 | Mondiali            | Doha     | Salto triplo | 13º (q)   | 16,87 m     |      |

## Campionati nazionali
- 2 volte campione nazionale assoluto del salto triplo (2013, 2015)
- 1 volta campione nazionale assoluto indoor del salto triplo (2015)